# Années 1970 en Nouvelle-Calédonie
Les années 1970 couvrent la période de 1970 à 1979.
- 1960
- 1970
- années 1980
  - 1980
  - 1981
  - 1982
  - 1983
  - 1984
  - 1985
  - 1986
  - 1987
  - 1988
  - 1989
- 1990
- 2000
- 2010
- 2020

## Événements
- 10 septembre 1972 : élections territoriales
- 3 septembre 1975 : Mélanésia 2000, le premier festival des arts mélanésiens de Nouvelle-Calédonie se tient à Nouméa du 3 au 7 septembre 1975
- 11 septembre 1977 : élections territoriales
- 1er juillet 1979 : élections territoriales